# Urupês
Urupês est une municipalité brésilienne de l'État de São Paulo et la Microrégion de Novo Horizonte.